# Война Страйкера
Война Страйкера (англ. Stryker's War) — американский боевик 1985 года. Был выпущен ограниченным тиражом в кинотеатрах США компанией Film World Distributors.

## Сюжет
Вернувшись домой после того, как половина его эскадрильи была убита во время Вьетнамской войны, сержант Джек Страйкер, получивший почетную отставку из-за своих ранений, пытается восстановить свою жизнь. Он воссоединился со своей старой подругой Салли и своими боевыми товарищами и чувствует, что, возможно, успешно восстановил свою жизнь. Однако это счастье быстро обрывается, когда убийственный культ, возглавляемый загадочной, но безымянной фигурой типа Чарльза Мэнсона, приходит в город, чтобы продолжить свое неистовство.